# Melanie Manstein
Melanie Bianca Manstein (* 1972; geb. Jung) ist eine deutsche Synchronsprecherin, Hörbuchsprecherin und Schauspielerin.

## Leben
Mansteins Vater war der 2015 verstorbene Musikproduzent und Komponist Robert Jung.
Sie arbeitet seit Anfang der 1990er Jahre regelmäßig als Synchronsprecherin und hat Schauspielerinnen wie Jennifer Love Hewitt, Jessica Biel und Isla Fisher synchronisiert. Neben Filmen und Serien arbeitet sie als Sprecherin in Zeichentrick- und Animeserien, darunter in Sailor Moon, Pokémon und DoReMi.
Manstein spielte am Theater und hatte auch Gastauftritte in Fernsehserien. 1996 war sie als Kassiererin im Film Hunger – Sehnsucht nach Liebe zu sehen. In der Fernsehserie Hausmeister Krause – Ordnung muss sein spielte sie die Rolle der Gesine.

## Synchronrollen (Auswahl)
Alessandra Martines
- 1991: Prinzessin Fantaghirò als Fantaghiro
- 1992: Prinzessin Fantaghirò II als Fantaghiro
- 1993: Prinzessin Fantaghirò III als Fantaghiro
- 1994: Prinzessin Fantaghirò IV als Fantaghiro
- 1996: Prinzessin Fantaghirò V als Fantaghiro

Sara Rue
- 2008: Nightmare – Der Tod wartet auf dich als Courtney
- 2016: Dorfman in Love als Deb Dorfman

### Filme
- 1995: Zamaada Deewana – Die Liebenden – Raveena Tandon als Priya Singh
- 1997: Cube – Nicole de Boer als Joan Leaven
- 1998: Düstere Legenden – Rebecca Gayheart als Brenda Bates
- 1999: Knocked Out – Eine schlagkräftige Freundschaft – Lucy Liu als Lia
- 2000: Girls United – Nicole Bilderback als Whitney
- 2000: Sex oder stirb! – Vicki Davis als Heather
- 2001: Startup – Claire Forlani als Alice Poulson
- 2002: Naked Weapon – Maggie Q als Charlene
- 2003: Devil Winds – Erica Durance als Kara Jensen
- 2004: Road Party – Lisa Marie Caruk als Assistant Julie
- 2005: 8mm 2 – Hölle aus Samt – Lori Heuring als Tish
- 2006: In a Dark Place – Leelee Sobieski als Anna Veigh
- 2007: Jesse Stone: Alte Wunden – Laura Kohoot als Barkeeperin Laura
- 2009: The Descent 2 – Die Jagd geht weiter – Shauna Macdonald als Sarah Carter
- 2010: Reine Fellsache – Samantha Bee als Direktorin Baker
- 2011: Ein einsamer Ort – Gloria Grahame als Laurel Gray
- 2012: Ein riskanter Plan – Elizabeth Banks als Lydia Mercer
- 2013: The Look of Love – Tamsin Egerton als Fiona Richmond / Amber
- 2013: World War Z – Mireille Enos als Karin Lane
- 2014: Lieber Weihnachtsmann – Annelise Hesme als Mama
- 2015: Kein Ort ohne dich – Amy Parrish als Andrea McDonald
- 2018: Maquia – Eine unsterbliche Liebesgeschichte – Miyuki Sawashiro als Lashinu

### Serien
- 1996–1999: Sister, Sister – Tia Mowry als Tia Landry
- 1997: Sailor Moon – Mika Kanai als Mimet
- 1997: Sailor Moon – Yumi Tōma als Anne
- 1998: Sabrina – Total verhext! – Michelle Beaudoin als Jenny Kelly
- seit 1999: Pokémon – Naomi Shindō als Prof. Esche
- 2001–2003: DoReMi – Megumi Takamura als Lala
- 2002: Taken – Julie Ann Emery als Amelia Henderson
- 2003–2006: Star Trek: Enterprise – Linda Park als Hoshi Sato
- 2006: Jake 2.0 – Marina Black als Sarah Carter
- 2006–2007: My–HIME – Kiyomi Asai als Miyu Greer
- 2006–2008: Law & Order: Special Victims Unit – Diane Neal als Stellv. Bezirksstaatsanwältin Casey Novak
- 2006–2008, 2015–2016: Hellsing – Maaya Sakamoto als Rip van Winkle
- 2007: Hot Properties – Gut gebaut und noch zu haben – Christina Moore als Emerson Ives
- 2011: Verdict Revised – Unschuldig verurteilt – Sofia Ledarp als Fia Jönsson
- 2013: Eastbound & Down – Ana de la Reguera als Vida
- 2013–2015: Lilyhammer – Marian Saastad Ottesen als Sigrid Haugli
- 2014: Waffelherzen – Silje Breivik als Inger, Lenas Mutter
- 2014–2015: Bitten – Natalie Brown als Diane McAdams
- 2014–2016: Morven Christie in Grantchester als Amanda Kendall
- 2015: Those Who Kill – Anne Dudek als Benedicte Schaeffer
- 2015: Law & Order: Trial by Jury – Amy Carlson als Stv. BStA' Kelly Gaffney
- 2015: Bosch – Annie Wersching als Julia Brasher
- 2015: The 100 – Kelly Hu als Callie Cartwig
- 2015–2019: Jane the Virgin – Bridget Regan als Rose
- 2016: Code Black – Bonnie Somerville als Christa Lorenson
- 2016: The Messengers – Shantel VanSanten als Vera Buckley
- 2017: Der Grenzgänger – Ellen Dorrit Petersen als Anniken Høygaard-Larsen
- 2018: The Looming Tower als Diane Marsh
- 2020: Verschwiegen als Laurie Barber

## Filmografie (Auswahl)
- 1997: Hunger – Sehnsucht nach Liebe
- 1998: Derrick (Fernsehserie, Folge Herr Kordes braucht eine Million)
- 1999–2001: Hausmeister Krause – Ordnung muss sein (Fernsehserie, 3 Folgen)
- 2003: Die Rosenheim-Cops (Fernsehserie, Folge Ein Schwein namens Daisy)
- 2011: Ausgerechnet Sex!
- 2022: Der Alte (Fernsehserie), Folge 447: Existenz

## Hörspiel/Hörbuch
- Danger – Part 0 – Zeitzonen
- So was wie Liebe
- Mimi Rutherfurt ermittelt 06
- Dark Trace – Spuren des Verbrechens
- Linford Alley, 3× läuten
- Viel Glück – das kleine Überlebenshörbuch
- Die Ärztin von Rügen (Lena Johannson)
- Trinken hilft (Maxi Buhl)
- Flora Flitzebesen